# Тождества Нётер
В математике тождества Нётер характеризуют вырожденность лагранжевой системы. Если заданы лагранжева система и её лагранжиан {\displaystyle L}, тождества Нётер определяются как дифференциальный оператор, ядро которого содержит образ оператора Эйлера — Лагранжа лагранжиана {\displaystyle L}. Всякий оператор Эйлера — Лагранжа удовлетворяет тождествам Нётер, которые тем самым подразделяются на тривиальные и нетривиальные. Лагранжиан {\displaystyle L} называется вырожденным, если его оператор Эйлера — Лагранжа удовлетворяет нетривиальным тождествам Нётер. В этом случае уравнения Эйлера — Лагранжа не являются независимыми.
Тождества Нётер тоже не обязаны быть независимыми и удовлетворяют тождествам Нётер первого ранга, которые, в свою очередь, подчиняются тождествам Нётер второго ранга и т. д. Тождества Нётер высших рангов также подразделяются на тривиальные и нетривиальные. Вырожденный лагранжиан называется редуцированным, если существуют нетривиальные тождества Нётер высшего ранга. Калибровочная теория Янга — Миллса и калибровочная теория гравитации являются примером нередуцированных лагранжевых полевых моделей.
Различные варианты второй теоремы Нётер устанавливают взаимно однозначное соответствие между нетривиальными редуцированными тождествами Нётер и нетривиальными редуцированными калибровочными симметриями. Формулируемая в самом общем виде, вторая теорема Нётер сопоставляет цепному комплексу редуцированных тождеств Нётер, индексируемых антиполями, БРСТ комплекс редуцированных калибровочных симметрий, параметризуемых духами, как это имеет место в классической теории поля и лагранжевой БРСТ теории.